# Albertus Beyers Fourie Burger
Albertus Beyers Fourie Burger (* 26. August 1916 auf der Farm Steynsrust etwa drei Meilen von Somerset West; † unbekannt) war ein südafrikanischer Botschafter.

## Leben
Albertus Beyers Fourie Burger heiratete Geertruida Jacoba Van Der Want. Das Ehepaar hatte einen Sohn. Albertus Beyers Fourie Burger schloss im Dezember 1937 ein Studium der Wirtschaftswissenschaften an der Universität Pretoria mit einem Master ab.
Von 1933 bis 1937 wurde er im südafrikanischen Verteidigungsministerium beschäftigt. Danach war er bis 1943 im südafrikanischen Ministerium für Industrie und Handel tätig.
1943 trat er in den auswärtigen Dienst und war bis 1945 Vizekonsul in Tananarive und anschließend bis 1947 Vizekonsul in Lourenço Marques. Im folgenden Jahr war er politisch-wirtschaftlicher Gesandtschaftsrat an der südafrikanischen Militärmission in Berlin. Von 1948 bis 1950 war er südafrikanischer Konsul in Frankfurt am Main.
Ab 1950 war er Gesandtschaftsrat in Köln-Bonn, wo er von 1953 bis 1954 als Geschäftsträger fungierte.
Von 1955 bis 1957 leitete er die Abteilung Politik im südafrikanischen Außenministerium.
Von 1957 bis 1958 war er Assistant Secretary (Gesandtschaftssekretär dritter Klasse) in der Abteilung Politik und Wirtschaft des südafrikanischen Außenministeriums.
1958 war er Konsul in Antananarivo, Madagaskar.
Von 1959 bis 1961 war er Gesandtschaftsrat in Washington, D.C. und Geschäftsträger sowie 1959 und 1960 Delegierter zu den Vollversammlungen der Vereinten Nationen in New York City.
Von 13. Februar 1961 bis 1965 war er Botschafter in Brüssel, Luxemburg und leitete die südafrikanische Mission bei der europäischen Atomgemeinschaft.
Von 1965 bis 1969 war er Under-Secretary (Gesandtschaftssekretär zweiter Klasse) in der Abteilung Afrika des südafrikanischen Außenministeriums.
Von 1969 bis 1974 war er Botschafter in Paris.
Von 1975 bis 1979 war er ständiger Vertreter der südafrikanischen Regierung bei der EWG.